# Bačko Novo Selo
Bačko Novo Selo (serbocroata cirílico: Бачко Ново Село; alemán: Neudorf an der Donau; húngaro: Bácsújlak) es un pueblo de Serbia perteneciente al municipio de Bač en el distrito de Bačka del Sur de la provincia autónoma de Voivodina.
En 2011 tenía 1072 habitantes. Dos tercios de los habitantes son étnicamente serbios y hay además minorías de musulmanes y yugoslavos.
Se conoce la existencia del asentamiento en documentos otomanos desde 1554, aunque hasta el siglo XVIII era una pequeña aldea asociada a una finca rústica, que en varias ocasiones sufrió las consecuencias de las inundaciones del Danubio. A partir del siglo XVIII se asentaron aquí numerosos alemanes. En la primera mitad del siglo XX, los suabos del Danubio formaban la casi totalidad de la población local, con una pequeña minoría de magiares, lo que llevó a su despoblación en la expulsión de alemanes tras la Segunda Guerra Mundial. En los años posteriores, el pueblo fue repoblado por serbios y musulmanes de Bosnia y Herzegovina.
Se ubica unos 10 km al suroeste de la capital municipal Bač, junto a la frontera con Croacia marcada por el Danubio. Al otro lado del río, sin puente de acceso, se ubican los pueblos croatas de Sotin y Opatovac.